# Temporada 1954-55 de los Baltimore Bullets (original)
La temporada 1954-55 fue la octava y última de los Baltimore Bullets en la NBA. Tras 14 partidos disputados, la franquicia cesó sus operaciones, abandonando la competición.

## Elecciones en elDraft
| Ronda | Puesto | Jugador       | Posición | Nacionalidad   | Universidad |
| ----- | ------ | ------------- | -------- | -------------- | ----------- |
| 1     | 1      | Frank Selvy   | Base     | Estados Unidos | Furman      |
| 2     | 10     | Bobby Leonard | Base     | Estados Unidos | Indiana     |

## Temporada regular
| División Este         | División Este | División Este | División Este | División Este | División Este | División Este | División Este | División Este |
| Equipo                | G             | P             | %             | PD            | Casa          | Fuera         | Neutral       | Div           |
| --------------------- | ------------- | ------------- | ------------- | ------------- | ------------- | ------------- | ------------- | ------------- |
| x-Syracuse Nationals  | 43            | 29            | .597          | –             | 25–7          | 10–17         | 8–5           | 21–15         |
| x-New York Knicks     | 38            | 34            | .528          | 5             | 17–9          | 8–17          | 13–8          | 15–21         |
| x-Boston Celtics      | 36            | 36            | .500          | 7             | 21–5          | 4–22          | 11–9          | 19–17         |
| Philadelphia Warriors | 33            | 39            | .458          | 10            | 14–5          | 6–20          | 13–14         | 17–19         |
| Baltimore Bullets     | 3             | 11            | .214          | 11            | ---           | ---           | ---           | ---           |

## Estadísticas
| Rk | Jugador        | Edad | P  | PT | MP   | TC  | TCI | %TC  | 3P | 3PI | %3P | TL  | TLI | %TL  | RO | RD | RT  | AS  | RB | TAP | BP | FP  | PTS |
| -- | -------------- | ---- | -- | -- | ---- | --- | --- | ---- | -- | --- | --- | --- | --- | ---- | -- | -- | --- | --- | -- | --- | -- | --- | --- |
| 1  | Don Henriksen  | 25   | 14 |    | 30.6 | 2.0 | 6.5 | .308 |    |     |     | 3.6 | 4.6 | .785 |    |    | 3.5 | 2.3 |    |     |    | 3.0 | 7.6 |
| 2  | Rollen Hans    | 23   | 13 |    | 13.7 | 2.3 | 5.2 | .448 |    |     |     | 1.0 | 1.9 | .520 |    |    | 1.2 | 2.0 |    |     |    | 1.5 | 5.6 |
| 3  | Jim Neal       | 24   | 13 |    | 14.9 | 0.9 | 4.5 | .203 |    |     |     | 1.1 | 1.6 | .667 |    |    | 3.6 | 0.7 |    |     |    | 1.7 | 2.9 |
| 4  | Alfred McGuire | 26   | 10 |    | 9.8  | 0.9 | 3.2 | .281 |    |     |     | 0.5 | 0.7 | .714 |    |    | 0.9 | 0.8 |    |     |    | 1.5 | 2.3 |
| 5  | Dan King       | 24   | 12 |    | 8.6  | 0.6 | 1.8 | .318 |    |     |     | 0.4 | 0.8 | .500 |    |    | 2.1 | 0.3 |    |     |    | 0.4 | 1.6 |
| 6  | Paul Hoffman   | 32   |    |    |      |     |     |      |    |     |     |     |     |      |    |    |     |     |    |     |    |     |     |
| 7  | Bob Houbregs   | 22   |    |    |      |     |     |      |    |     |     |     |     |      |    |    |     |     |    |     |    |     |     |
| 8  | Ken Murray     | 26   |    |    |      |     |     |      |    |     |     |     |     |      |    |    |     |     |    |     |    |     |     |
| 9  | Al Roges       | 24   |    |    |      |     |     |      |    |     |     |     |     |      |    |    |     |     |    |     |    |     |     |
| 10 | Frank Selvy    | 22   |    |    |      |     |     |      |    |     |     |     |     |      |    |    |     |     |    |     |    |     |     |
| 11 | Connie Simmons | 29   |    |    |      |     |     |      |    |     |     |     |     |      |    |    |     |     |    |     |    |     |     |